# 帕沃内德尔梅拉
帕沃内德尔梅拉（義大利語：Pavone del Mella），是意大利布雷西亚省的一个市镇。总面积11平方公里，人口2845人，人口密度258.6人/平方公里（2009年）。国家统计（ISTAT）代码为017137。